# Galiny (gmina w powiecie iławeckim)
Galiny – dawna gmina wiejska istniejąca w latach 1946–1954 w woj. olsztyńskim (dzisiejsze woj. warmińsko-mazurskie). Siedzibą władz gminy były Gałajny (początkowo jako Galiny).
Gmina Galiny powstała po II wojnie światowej na terenie tzw. Ziem Odzyskanych (pruski powiat iławecki). 28 czerwca 1946 roku jako jednostka administracyjna polskiego powiatu iławeckiego gmina weszła w skład nowo utworzonego woj. olsztyńskiego. Według stanu z 1 lipca 1952 roku gmina była podzielona na 8 gromad: Bąsze, Gałajny, Lejdy, Molwity, Nowa Wieś, Solno, Toprzyny i Warszkajty.
Gmina została zniesiona 29 września 1954 roku wraz z reformą wprowadzającą gromady w miejsce gmin. Jednostki nie przywrócono 1 stycznia 1973 roku po reaktywowaniu gmin.
Nie mylić z pobliską dawną gminą Galiny w powiecie bartoszyckim w tymże województwie, istniejącą do reformy w 1954 roku oraz przejściowo w latach 1973–77.